# Fiódor Majnov
Fiódor Andréievich Majnov (en bielorruso: Фёдар Андрэевіч Махноў; en ruso: Фёдор Андре́евич Махно́в) (Kostyuki, Vitebsk, 6 de junio de 1878-28 de agosto de 1912) fue un bielorruso con gigantismo que se exhibió como fenómeno de circo, considerado como «El Gigante de Rusia». Aunque los detalles sobre su estatura al momento de nacer son inciertos, Majnov llegó a tener una altura de 2,30 m y un peso de 170 kilos.

## Trayectoria
Cuando tenía alrededor de veinte años realizó una primera gira por Europa para exhibir su gran altura. Después de haber pasado un tiempo en Berlín, visitó Londres en 1905, donde se unió al Hippodrome, acompañado por su esposa y su pequeño hijo primogénito. Luego recorrió los Estados Unidos en 1906, donde conoció al presidente Roosevelt. A lo largo de la gira sus promotores exageraron su altura, por lo que generalmente se le acreditaban 2,85 m y fue considerado «El Gigante de Rusia».
En la lápida sobre su sepultura dice: «Фёдор Андреевич Махнов. Родился 6 июня 1880 года. Умер 28 августа 1912 года. Самый высокий человек в мире. Ростом был 3 аршина 9 вершков» (en español, "Fiódor Majnov. Nacido el 6 de junio de 1880. Fallecido el 28 de agosto de 1912. El hombre más alto del mundo. Medía 254 centímetros de altura"). Este dato se obtuvo de un contrato de Majnov cuando tenía 16 años. Pero después, Majnov supuestamente creció 31 cm, llegando a los 285 cm. La viuda de Majnov, Efrosinja, quiso corregir el dato erróneo en el monumento, pero se lo impidió el inicio de la Primera Guerra Mundial y la Revolución Rusa. Esta exageración pudo deberse a que Majnov se exhibía con un gran sombrero cosaco de piel y botas altas que agregaban unos centímetros más a su altura natural. Aunque si hubiera sido cierto habría sido más alto que Robert Wadlow.
Majnov murió el 28 de agosto de 1912 debido a una neumonía, y a las complicaciones probables del gigantismo, aunque otras versiones, sin aportar pruebas, hablan de que fue envenenado por sus rivales a causa de la envidia, puesto que Majnov fue un muy buen luchador. Fue padre de cuatro hijos pero, aunque altos, ninguno de ellos superó los dos metros de altura.